# Moa (Cuba)
Moa è un comune di Cuba, situato nella provincia di Holguín.